# 車輪舟
車輪舟，也叫车轮舸、水车船、车船、千里船，是中國古代的一種船只，最早出现在南北朝。车轮舟使用称作“车轮”、形似水车的輪槳替代船桨，由手臂驱动改为蹬腿驱动，由于大腿肌肉比手臂肌肉更加发达，提高了船只的功率，改善了船只的機動性。

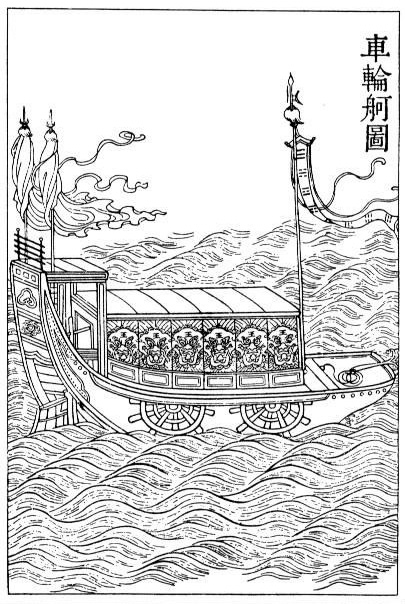
清代车轮舸

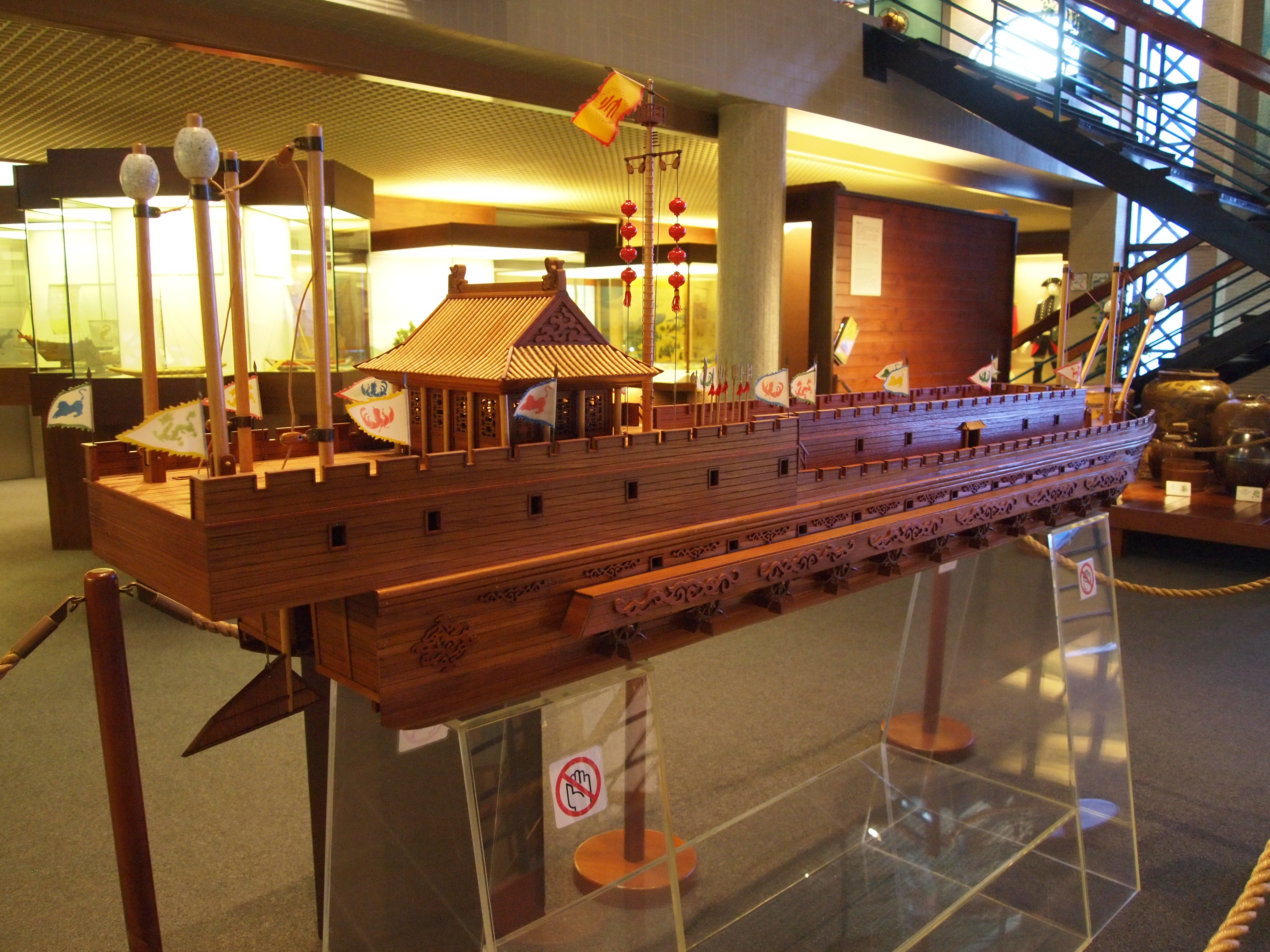
唐代车轮舟

## 歷史
南北朝时期，418年王鎮惡的水軍装备没有船桨的蒙衝，可能采用轮桨推进，科學家祖沖之建造千里船，据记载是不受自然因素影響而能夠自行運作的機動船。此後，到了唐朝武則天年間（公元700年），曹王李皋延續了車輪舟的發展。《舊唐書》中記載過他嘗試改進車輪舟的靈活性，使之更加耐用堅固。至宋朝時，車輪舟被納入水軍戰船的編制中，並具有相當的規模。洞庭湖水盜楊么等在南宋宋高宗年間（公元1130年）反叛，著名船匠高宣初時大造車輪舟。後被楊麼叛軍俘虜後建造了具有24個車輪、命名為「和州載」的大樓船。岳飛隨後加入戰事討伐楊么等叛軍。和州載反過來成為官軍撃退逆賊的有力武器，因為南宋水軍倣傚叛軍大造車輪舟。水盜之所以敗退與車輪舟上裝上了出現於隋唐時期戰船已配備的「拍竿」有關。當戰船靠近敵方船隻時，「拍竿」可以利用機械力量襲撃對方。

## 外部連結
- 車輪舟船貌[永久]